# Euclystis centurialis
Euclystis centurialis là một loài bướm đêm trong họ Erebidae.